# Bygdøy

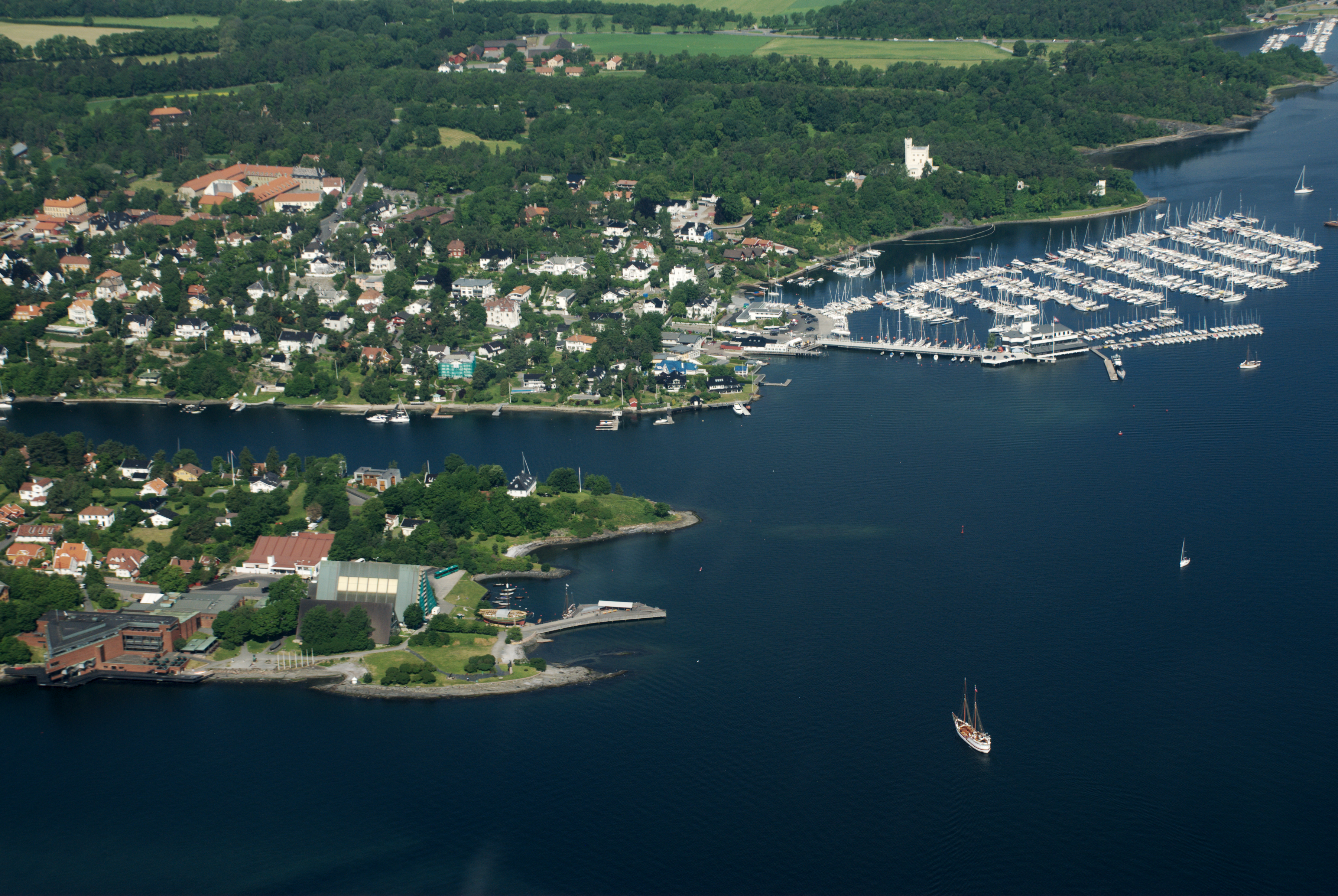
Letecký pohled na poloostrov

Bygdøy je poloostrov v Norsku, ležící na západním předměstí hlavního města Oslo. Má rozlohu 3,6 km² a žije na něm okolo 3400 obyvatel. Původně byl ostrovem, který postglaciální vzestup teprve v devatenáctém století propojil s pevninou. Název znamená v norštině „obydlený ostrov“ (dříve se nazýval také Ladegaardsøen, tj. „ostrov s panským statkem“: zdejší farma zásobovala hrad Akershus). Patřil cisterciáckému klášteru Hovedøya, v období reformace připadl králi. Byla zde postavena letní královská rezidence Bygdøy kongsgård a palác Oscarshall, který slouží jako výtvarná galerie. Poloostrov je oblíbeným výletním místem pro obyvatele metropole, nachází se zde velký anglický park s cyklostezkami, nudistická pláž Huk, sportovní hřiště a přístaviště jachet. Turistickými atrakcemi jsou Norské lidové muzeum, Muzeum Kon-Tiki, Norské námořní muzeum, expozice vikinských lodí a Muzeum Fram s Amundsenovými polárními loděmi Fram a Gjøa. Památkou funkcionalistické architektury je bývalý jachtařský klub Dronningen, který projektoval Andreas Bjercke. V roce 2007 byl na poloostrově odhalen pomník obětem zemětřesení v Indickém oceánu 2004.